# Estrebay
Estrebay é uma comuna francesa na região administrativa de Grande Leste, no departamento Ardenas. Estende-se por uma área de 9,43 km². Em 2010 a comuna tinha 80 habitantes (densidade: 8,5 hab./km²).